# Filhos de Jorge
Filhos de Jorge é uma banda brasileira de axé e samba-reggae fundada no ano de 2008, em Salvador, Bahia.
Em 2013, o grupo ganhou visibilidade por todo o Brasil com a faixa "Ziriguidum", que também foi executada em diversos países da América e da Europa. No mesmo ano foi a grande vencedora dos prêmios  Troféu Bahia Folia e Troféu Band Folia, que a elegeram como a Música do Carnaval de 2013, competindo com artistas como Ivete Sangalo, Daniela Mercury, Banda Eva, entre outros. Além disso, a banda recebeu o prêmio de Banda Revelação no mesmo Carnaval. Em 2023, a banda novamente ganhou o prêmio Troféu Band Folia, na categoria de Melhor Banda. 

## Discografia
Álbuns
- Vai Que Cola (2015)
- Som de Jorge (2019)
- Acústico (2020)
- Ao Vivo em Salvador (2022)
- Ao Vivo em Salvador #2 (2023)
- Ninguém Tá Só (2024)

Singles
- Ziriguidum (2012)
- Deixa o Corpo Falar (2017)
- Saudade de Você (2019)
- Quero Vacilar (2019)
- Tem Jeito Não Querer (2019)
- Saideira (2019)
- O Meu Sorriso (2019)
- Tão Bem (2020)
- Love Safadinho (2022)
- Lua de Mel (2022)
- Venha (2022)
- Nosso Grude (2023)
- Roda a Noite Toda (2023)
- A Cor do Amor feat. Saulo (2023)
- Xuxu feat. Rachel Reis (2023)
- Bom Bom Bom (2024)
- Sex Tape (2024)
- Faz Assim feat. Léo Santana (2024)